# زمینه‌ی پلیمری گرماسخت
زمینهٔ ترموستی (زمینهٔ پلیمری گرماسخت) یک تقویت‌کننده پلیمری مصنوعی است که در آن پلیمرها به عنوان چسب یا زمینه عمل می‌کنند تا ذرات، الیاف یا دیگر تقویت‌کننده‌ها را در محل ثابت کنند. آنها ابتدا برای کاربردهای ساختاری، مانند گنبدهای فایبرگلاس رادار در هواپیما و درهای محفظه بار گرافیتی-اپوکسی در شاتل فضایی توسعه یافتند.
آنها اولین بار پس از جنگ جهانی دوم مورد استفاده قرار گرفتند و ادامه تحقیقات منجر به افزایش طیف وسیعی از رزین‌های ترموست، پلیمرها یا پلاستیک‌ها و همچنین ترموپلاستیک‌های درجه مهندسی شده‌است. همه آنها برای استفاده در ساخت کامپوزیت‌های پلیمری با قابلیت‌های خدماتی پیشرفته و طولانی مدت توسعه داده‌شدند. فن‌آوری‌های زمینهٔ ترموستی نیز در طیف گسترده‌ای از کاربردهای صنعتی غیرساختاری استفاده می‌شوند.
مهم‌ترین انواع پلیمرهای ترموست مورد استفاده در کامپوزیت‌های ساختاری عبارتند از: رزین‌های بنزوکسازین، رزین‌های بیس-مالیماید (BMI)، رزین‌های سیانات استر، رزین‌های اپوکسی (epoxide)، رزین‌های فنولیک (PF)، رزین‌های پلی‌استر غیراشباع (UP)، پلی‌آمیدها، رزین‌های پلی‌اورتان (PUR)، سیلیکون‌ها و وینیل‌استرها.

## رزین‌های بنزوکسازین
اینها از واکنش فنل‌ها، فرمالدئید و آمین‌های اولیه در دماهای بالا (۴۰۰ درجه فارنهایت (۲۰۰ درجه سانتی‌گراد)) تحت پلیمریزاسیون با بازکردن حلقه و تشکیل شبکه‌های ترموست پلی‌بنزوکسازین ساخته می‌شوند. هنگامی که با رزین‌های اپوکسی و فنلی هیبرید می‌شوند، سیستم‌های سه‌تایی حاصل‌شده دمای انتقال شیشه‌ای بیش از ۴۹۰ درجه فارنهایت (۲۵۰ درجه سانتی‌گراد) دارند.

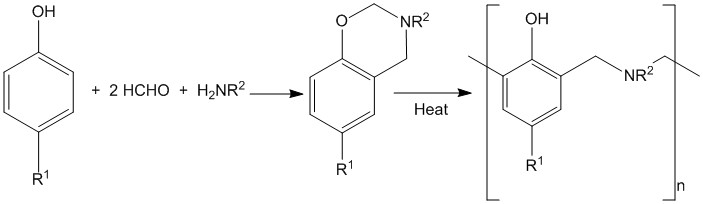
مسیر مصنوعی رزین بنزوکسازین، ساختار و مکانیسم تشکیل

مشخصه تشکیل به جای انقباض، انبساط است و موارد استفاده شامل پیش‌آغشتهسازی ساختاری، قالب‌گیری مایع و چسب‌های غشایی برای ساخت کامپوزیت، اتصال و تعمیر می‌باشد. میزان آروماتیک بالای پلیمرهای با وزن مولکولی بالا عملکرد مکانیکی و اشتعال‌پذیری بیشتری را در مقایسه با رزین‌های اپوکسی و فنلی ارائه می‌دهد.

## بیس-مالیمیدها (BMI)
از واکنش تراکمی یک دی آمین با مالئیک انیدرید تشکیل شده و اساساً مانند رزین‌های اپوکسی پردازش می‌شود (دمای تشکیل ۳۵۰ درجه فارنهایت (۱۷۷ درجه سانتی‌گراد)). پس از یک پخت بالا (۴۵۰ درجه فارنهایت (۲۳۲ درجه سانتی‌گراد))، آنها خواص برتری را نشان خواهند داد. این ویژگی‌ها تحت تأثیر دمای استفاده مداوم ۴۰۰ تا ۴۵۰ درجه فارنهایت (۲۳۲–۲۰۴ درجه سانتی‌گراد) و انتقال شیشه‌ای ۵۰۰ درجه فارنهایت (۲۶۰ درجه سانتی‌گراد) قرار دارند.

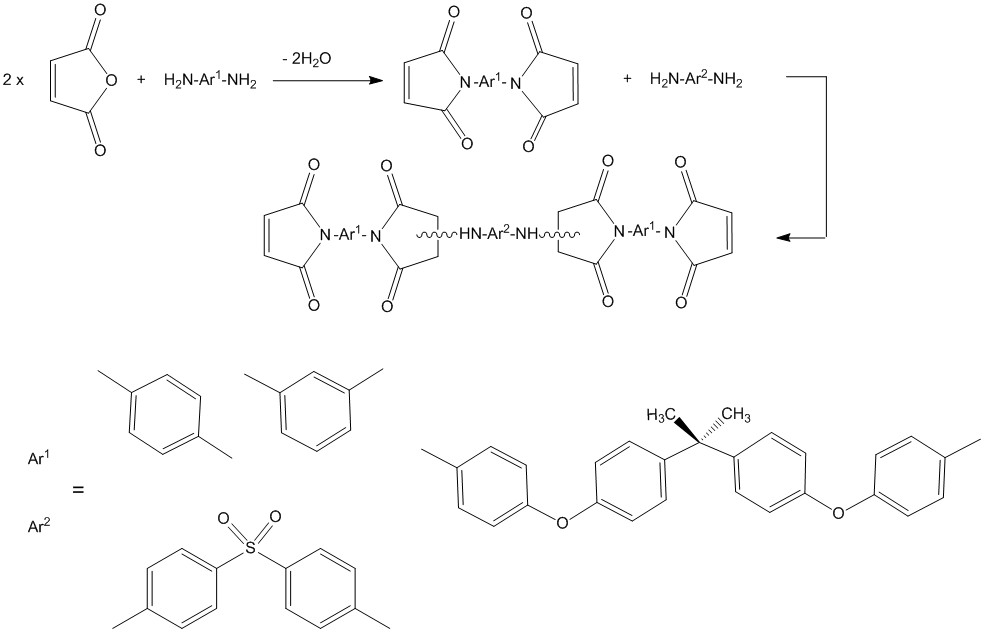
مسیر و ساختار مصنوعی رزین بیس-مالیمید

این نوع پلیمر ترموست در کامپوزیت‌ها به عنوان یک زمینه پیش‌آغشتهسازی مورد استفاده در برد مدارهای چاپی الکتریکی و برای هواپیماهای ساختاری در مقیاس بزرگ - سازه‌های کامپوزیتی هوافضا و غیره ادغام می‌شود. همچنین به عنوان یک ماده پوشش و به عنوان زمینه لوله‌های تقویت‌شده شیشه‌ای، به ویژه در دمای بالا و محیط‌های شیمیایی استفاده می‌شود.

## رزین‌های سیانات استر
واکنش بیسفنول‌ها یا رزین‌های فنول نوولاک چندعملکردی با سیانوژن‌برومید یا کلرید منجر به مونومرهای عملکردی سیانات می‌شود که می‌توانند به صورت کنترل‌شده به رزین‌های پیش‌پلیمر عملکردی سیانات‌استر با گسترش زنجیره یا کوپلیمریزاسیون تبدیل شوند. هنگامی که پس از تشکیل، همه عملکرد سیانات‌استر باقیمانده با سیکلوتریمریزاسیون پلیمریزه می‌شوند که منجر به تشکیل شبکه‌های پلی‌سیانورات با پیوند متقابل محکم با پایداری حرارتی بالا و دمای انتقال شیشه‌ای تا ۷۵۲ درجه فارنهایت (۴۰۰ درجه سانتی‌گراد) و پایداری حرارت مرطوب تا حدود ۴۰۰ درجه فارنهایت (۲۰۰ درجه سانتی‌گراد) می‌شوند.

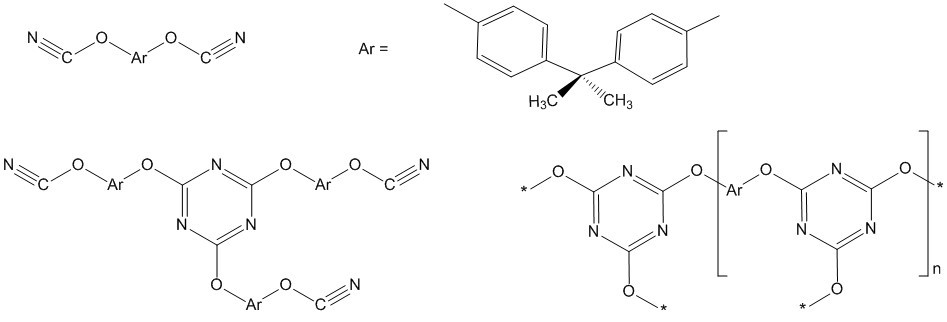
ساختارهای مونومر، پیش‌پلیمر و پلی‌سیانورات استر سیانات

پیش‌آغشته‌سازی‌های رزین استر سیانات، پایداری دمای بالای پلی‌آمیدها را با مقاومت در برابر شعله و آتش فنل‌ها ترکیب می‌کنند و در ساخت اجزای کامپوزیت ساختاری هوافضا استفاده می‌شوند که مقررات حفاظت در برابر آتش را در مورد اشتعال‌پذیری، چگالی دود و سمیت رعایت می‌کنند. از دیگر کاربردها می‌توان به چسب‌های غشایی، غشاهای سطحی و چاپ سه‌بعدی اشاره کرد.

## رزین‌های اپوکسی (epoxide)
رزین‌های اپوکسی پیش‌پلیمرهای ترموستی هستند که از واکنش اپی‌کلروهیدرین با آروماتیک‌های عملکردی هیدروکسیل، سیکلوآلیفاتیک‌ها و آلیفاتیک‌ها یا آروماتیک‌های عامل آمین یا با اکسیداسیون سیکلواآلیفاتیک غیراشباع ساخته می‌شوند. دی‌گلیسیدیل‌اترهای بیسفنول-A و بیسفنول-F به دلیل خاصیت چسبندگی بالا، استحکام مکانیکی، مقاومت در برابر حرارت و خوردگی بیشترین کاربرد را دارند. رزین‌های عملکردی اپوکسید و پیش‌پلیمرها بسته به انتخاب اتصال‌دهنده، سخت‌کننده، عامل تشکیل یا کاتالیزور و همچنین با دما، با چندافزونی/ کوپلیمریزاسیون یا هموپلیمریزاسیون سخت می‌شوند.

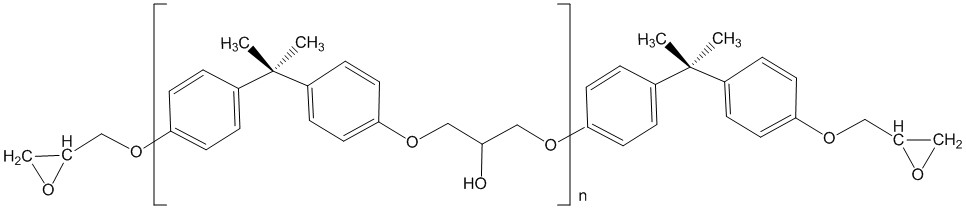
دی گلیسیدیل اتر ساختار رزین اپوکسی بیسفنول-A

رزین اپوکسی به‌طور گسترده‌ای در فرمول‌ها و اشکال متعددی در صنعت هواپیما و هوافضا استفاده می‌شود. به عنوان «اسب کار کامپوزیت‌های امروزی» در نظر گرفته می‌شود. در سال‌های اخیر، فرمول‌های اپوکسی مورد استفاده در پیش‌آغشته‌سازی کامپوزیت‌ها به منظور بهبود چقرمگی، استحکام ضربه‌ای و مقاومت در برابر جذب رطوبت، به‌خوبی تنظیم شده‌اند. حداکثر خواص برای این پلیمر محقق شده‌است.
این نه تنها در تقاضای هواپیما و هوافضا استفاده می‌شود که در کاربردهای نظامی و تجاری و همچنین در ساخت‌وساز استفاده می‌شود. بتن مسلح اپوکسی و سازه‌های اپوکسی تقویت شده با شیشه (فایبرگلاس) و کربن در سازه‌های ساختمانی و پل استفاده می‌شود.
کامپوزیت‌های اپوکسی دارای خواص زیر هستند:
- تقویت‌شده با الیاف شیشه‌ای با استحکام بالا
- چگالی نسبی: ۱٫۶–۲٫۰
- دمای ذوب (C°)
- محدوده پردازش ترموست: (F°) C: 300-330، I=۲۸۰–۳۸۰
- فشار قالب‌گیری: ۱–۵
- انقباض: ۰٫۰۰۱–۰٫۰۰۸
- استحکام کششی: (psi) 5000-20000
- مقاومت فشاری: (psi) 18000-40000
- مقاومت خمشی: (psi) 8000-30000
- قدرت ضربه ایزد: (ft·lb/in) 0.3-10.0
- انبساط خطی: (in. /in. /°C 10−6) ۱۱–۵۰
- سختی راکول: M100-112
- قابلیت اشتعال: V-0
- جذب آب ۲۴ ساعت: (%) ۰٫۰۴–۰٫۲۰

رزین‌های اپوکسی فنول نوولاک (EPN) و اپوکسی کرزول نوولاک (ECN) ساخته‌شده از واکنش اپی‌کلروهیدرین با رزین‌های فنل نوولاک چندعملکردی یا کرزول نوولاک در مقایسه با رزین‌های اپوکسی DGEBF، دارای مکان‌های واکنش‌پذیرتری هستند و پس از تشکیل منجر به تراکم اتصالات عرضی بیشتر می‌شود. آنها در ورقه سیم / تخته مدار چاپی و همچنین برای کپسوله‌کردن الکتریکی، چسب و پوشش فلزات در مواردی که نیاز به محافظت در برابر خوردگی، فرسایش یا حمله شیمیایی در دمای بالای عملیات مداوم وجود دارد، استفاده می‌شود.

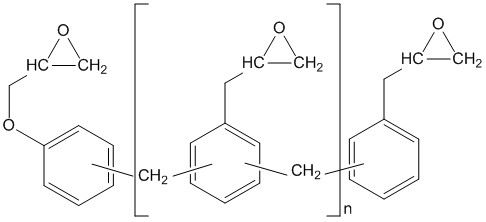
ساختار رزین اپوکسی فنل نوولاک

## رزین‌های فنولیک (PF)
دو نوع رزین فنلی وجود دارد: نوولاک و رزوله. نوولاک‌ها با کاتالیزورهای اسیدی و نسبت مولی فرمالدئید به فنل کمتر از یک ساخته می‌شوند تا الیگومرهای فنلی متصل به متیلن را به‌دست‌آورند. رزوله‌ها با کاتالیزورهای قلیایی و نسبت مولی فرمالدئید به فنل بیش از یک ساخته می‌شوند تا الیگومرهای فنلی با واحدهای فنل متصل به متیلن و بنزیل‌اتر تولید شود.

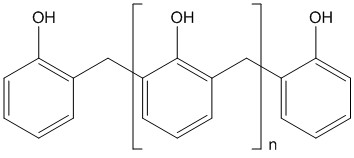
ساختار رزین فنولیک نوولاک

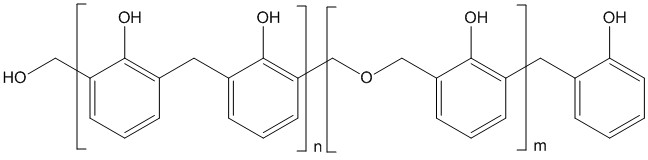
ساختار رزین فنلی رزوله

رزین‌های فنولی که در ابتدا در اواخر قرن نوزدهم توسعه یافتند و به عنوان اولین انواع پلیمری واقعاً مصنوعی درنظرگرفته‌می‌شوند، اغلب به عنوان «اسب کار رزین‌های ترموست» شناخته می‌شوند. آنها با استحکام باند بالا، پایداری ابعادی و مقاومت در برابر خزش در دماهای بالا مشخص می‌شوند و اغلب با رزین‌های هم‌پخت مانند اپوکسی‌ها ترکیب می‌شوند.
ترکیبات قالب‌گیری عمومی، ترکیبات قالب‌گیری مهندسی و ترکیبات قالب‌گیری ورق، اشکال اولیه کامپوزیت‌های فنلی هستند. همچنین از فنولیک‌ها به عنوان چسب زمینه با هسته لانه‌زنبوری استفاده می‌شود. فنولیک‌ها در بسیاری از کاربردهای الکتریکی مانند جعبه‌های مدارشکن قدرت، مواد پوشش ترمز و اخیراً در ترکیب با تقویت‌کننده‌های مختلف در قالب‌گیری مجموعه سر بلوک موتور، به نام پولی موتور، استفاده می‌شوند. فنولیک‌ها ممکن است با تکنیک‌های رایج مختلف از جمله فشرده‌سازی، انتقال و قالب‌گیری تزریقی پردازش شوند.
کامپوزیت‌های فنلی دارای خواص زیر هستند:
- تقویت شده با الیاف شیشه ای با استحکام بالا
- چگالی نسبی: ۱٫۶۹–۲٫۰
- جذب آب ۲۴ ساعت: (%) ۰٫۰۳–۱٫۲
- دمای ذوب (C°)
- محدوده پردازش حرارتی: (F°) C:300-380 I:330-390
- فشار قالب‌گیری: I-20
- انقباض: ۰٫۰۰۱–۰٫۰۰۴
- مقاومت کششی: (psi) 7000-18000
- مقاومت فشاری: (psi) 16000-70000
- مقاومت خمشی: (psi) 12000-60000
- قدرت ضربه ایزد: (ft-lb/in) 0.5-18.0
- انبساط خطی: (in. /in. /°C10−6) ۸–۲۱
- سختی راکول: E54-101
- قابلیت اشتعال: V-0

## رزین‌های پلی‌استر
رزین‌های پلی‌استر غیراشباع یک کلاس بسیار متنوع و نسبتاً ارزان از پلیمرهای ترموست هستند که از پلی تراکم مخلوط‌های گلیکول که اغلب حاوی پروپیلن‌گلیکول هستند، با یک اسید دی‌بازیک و انیدریدهایی که معمولاً مالئیک‌انیدرید برای تأمین غیراشباع ستون مورد نیاز برای اتصال عرضی، و اسیدهای هیدرولیک، فتالیک، یا اسید ترفتالیک که در آن خواص ساختاری و مقاومت در برابر خوردگی برتر مورد نیاز است، تشکیل می‌شوند. رزین‌های پلی‌استر به‌طور معمول در یک مونومر عملکردی وینیل مانند استایرن رقیق/حل می‌شوند و شامل یک بازدارنده برای تثبیت رزین برای اهداف ذخیره‌سازی می‌شوند. پلیمریزاسیون در سرویس توسط رادیکال‌های آزاد تولیدشده از تشعشعات یونیزان یا با تجزیه فتولیتیک یا حرارتی یک آغازگر رادیکال آغاز می‌شود. پراکسیدهای آلی، مانند متیل‌اتیل‌کتون‌پروکسید و شتاب‌دهنده‌های کمکی که تجزیه را برای تشکیل رادیکال‌ها ترویج می‌کنند، با رزین ترکیب می‌شوند تا پخت در دمای اتاق شروع شود.

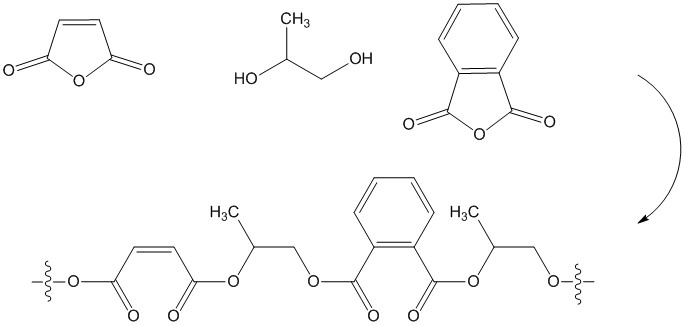
مسیر و ساختار مصنوعی رزین پلی‌استر غیر اشباع

در حالت مایع، رزین‌های پلی‌استر غیراشباع ممکن است با روش‌های متعددی از جمله چیدمان دست (Hand Layup)، قالب‌گیری کیسه‌ای خلاء واسپری‌کردن و ترکیب قالب‌گیری ورق قالب‌گیری فشرده (SMC) پردازش شوند. همچنین می‌توان آن‌ها را پس از اعمال بر روی آرماتورهای خرد شده و تقویت‌کننده پیوسته مرحله‌بندی کرد تا پیش‌آغشته‌ها را تشکیل دهند. ترکیبات قالب‌گیری جامد به شکل گلوله یا گرانول نیز در فرآیندهایی مانند قالب‌گیری فشرده‌سازی و انتقال استفاده می‌شوند.

## پلی‌آمیدها
دو نوع پلی‌آمید تجاری وجود دارد: پلی‌آمیدهای متقاطع ترموست که از تراکم دی‌آمین‌های آروماتیک با مشتقات دی‌هیدرید آروماتیک و انیدریدهایی با محل‌های غیراشباع ساخته می‌شوند که پلیمریزاسیون افزودنی بین مونومرهای ایمیدی و الیگومرهای از پیش ساخته شده را تسهیل می‌کنند، و پلی‌آمیدهای ترموپلاستیک از واکنش تراکم بین دی‌آمین‌های آروماتیک و دی‌انیدرید آروماتیک تشکیل می‌شوند. پلی‌آمیدهای ترموست پیشرفته‌ترین زمینهٔ پلیمری ترموست با ویژگی‌های خواص فیزیکی و مکانیکی در دمای بالا هستند و به صورت رزین، پیش‌آغشته، شکل‌های استوک، ورق‌ها/غشاهای نازک، ورقه‌ها و قطعات ماشین‌کاری‌شده دردسترس هستند. همراه با خواص دمای بالا، این نوع پلیمر ترموست باید در دماهای بسیار بالا و فشار نسبی برای تولید ویژگی‌های بهینه پردازش شود. برای مواد پیش آغشته، دمای ۶۰۰ درجه فارنهایت (۳۱۶ درجه سانتی‌گراد) تا ۶۵۰ درجه فارنهایت (۳۴۳ درجه سانتی‌گراد) و فشار 200 psi (۱۳۷۹ کیلوپاسکال) مورد نیاز است. کل پروفیل‌های پخت ذاتاً طولانی هستند، زیرا تعدادی دمای متوسط وجود دارد که مدت آن به اندازه و ضخامت قطعه بستگی دارد.

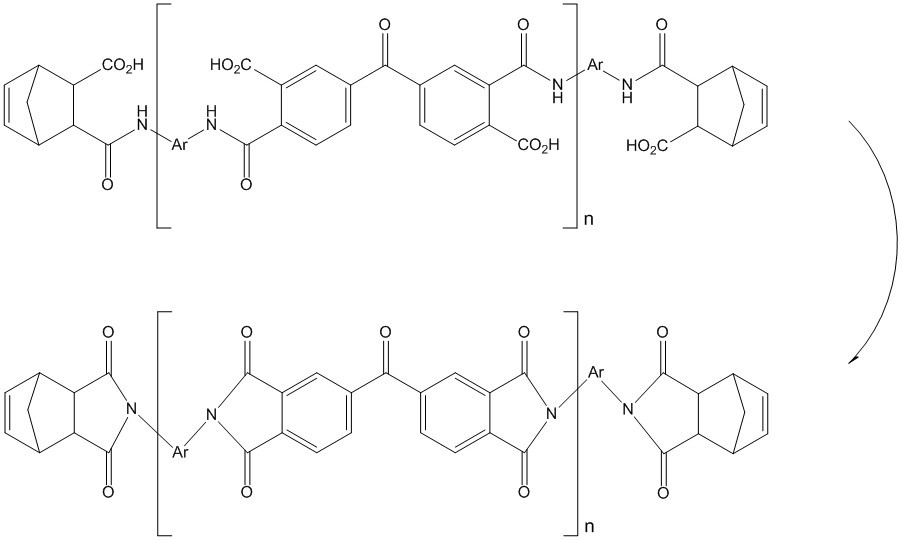
ساختار پیش‌پلیمری پلی‌آمیدی ترموست

برش پلی‌آمیدها ۴۵۰ درجه فارنهایت (۲۳۲ درجه سانتی‌گراد) است که بالاترین میزان ترموست‌ها، با قابلیت نوردهی کوتاه‌مدت ۹۰۰ درجه فارنهایت (۴۸۲ درجه سانتی‌گراد) است. دمای عملیاتی معمولی از برودتی تا ۵۰۰ درجه فارنهایت (۲۶۰ درجه سانتی‌گراد) متغیر است.
کامپوزیت‌های پلی‌آمیدی دارای خواص زیر هستند:
- خواص مکانیکی خوب و حفظ در دماهای بالا
- خواص الکتریکی خوب
- مقاومت در برابر سایش بالا
- خزش کم در دماهای بالا
- فشرده‌سازی خوب با تقویت الیاف شیشه یا گرافیت
- مقاومت شیمیایی خوب
- مقاومت ذاتی در برابر شعله
- تحت تأثیر اکثر حلال‌ها و روغن‌ها قرار نمی‌گیرد

غشای پلی‌آمید دارای ترکیبی منحصربه‌فرد از خواص است که آن را برای کاربردهای مختلف در بسیاری از صنایع مختلف ایده‌آل می‌کند، به ویژه به این دلیل که خواص فیزیکی، الکتریکی و مکانیکی عالی در محدوده‌دمایی وسیعی حفظ می‌شوند.
رزین پلی‌آمید با کارایی بالا در مواد الکتریکی، مقاوم در برابر سایش و به‌عنوان مواد ساختاری هنگامی‌که با تقویت‌کننده‌ها برای کاربردهای هواپیما-هوافضا ترکیب می‌شود، استفاده می‌شود، که جایگزین فلزات سنگین‌تر و گران‌تر می‌شود. پردازش در دمای بالا باعث ایجاد برخی‌مشکلات فنی و همچنین هزینه‌های بالاتر در مقایسه با سایر پلیمرها می‌شود. سری هیسول PMR نمونه‌ای از این نوع پلیمر است.

## رزین‌های پلی‌اورتان (PUR)
پیش‌پلیمرهای پلی‌اورتان ترموست با پیوندهای کاربامات (-NH-CO-O-) خطی و الاستومری هستند. اگر از ترکیب دی‌ایزوسیانات‌ها (OCN-R1-NCO) با دیول‌های با زنجیره بلند (HO-R2-OH) تشکیل شوند، یا اگر از ترکیب پلی‌ایزوسیانات‌ها و پلی‌ال‌ها تشکیل شوند، به صورت شبکه‌ای و سفت خواهند بود. آنها می‌توانند جامد باشند یا در صورت فوم‌شدن ساختار سلولی بازداشته باشند و به دلیل چسبندگی بالا و مقاومت در برابر خستگی به‌طور گسترده مورد استفاده قرار می‌گیرند. هسته‌های ساختاری فوم پلی‌اورتان همراه با ورقه‌های کامپوزیت تقویت شده با شیشه یا گرافیت برای ساخت سازه‌های ساندویچی سبک، مستحکم استفاده می‌شوند. همه اشکال مواد، از جمله فوم‌های انعطاف‌پذیر و سفت، قالب‌های فوم، قالب‌گیری‌های الاستومری جامد و اکسترودات، هنگامی که با پرکننده‌های تقویت‌کننده مختلف ترکیب می‌شوند، کاربردهای تجاری در کامپوزیت‌های زمینه پلیمری ترموست پیدا کرده‌اند.
آنها با پلی‌اوره‌ها که پلیمرهای الاستومری ترموست با پیوندهای کاربامید (-NH-CO-NH-) هستند که از ترکیب مونومرهای دی‌ایزوسیانات یا پیش‌پلیمرها (OCN-R-NCO) با ترکیبی از پلی‌اتر یا رزین‌های پلی‌استر با زنجیره بلند آمین (H2N-RL-NH2) و گشترش دهنده‌های دی آمین با زنجیره کوتاه (H2N-RS-NH2) ساخته شده‌اند، متفاوت هستند. پلی‌اوره‌ها با خشک‌شدن تقریباً آنی، استحکام مکانیکی بالا و مقاومت در برابر خوردگی مشخص می‌شوند، بنابراین به‌طور گسترده برای اسپری با نسبت مخلوط حجمی ۱: ۱، پوشش و پوشش محافظ ضدآب مقاوم در برابر سایش استفاده می‌شود.

## رزین‌های سیلیکونی
رزین‌های سیلیکونی تا حدی ذاتاً آلی هستند و ساختار پلیمری ستون آن از اتم‌های سیلیسیم و اکسیژن متناوب ساخته‌شده‌است تا ویژگی‌های شناخته‌شده ستون کربن به کربن پلیمرهای آلی. رزین‌های سیلیکونی علاوه برداشتن حداقل یک اتم اکسیژن متصل به هر اتم سیلیکون، پیوند مستقیمی با کربن دارند و به همین دلیل به نام پلی‌ارگانوسیلوکسان نیز شناخته می‌شوند. آنها دارای فرمول عمومی R2SiO(n) و شکل فیزیکی (مایع، ژل، الاستومر یا جامد) هستند و کاربرد آنها با وزن مولکولی، ساختار (خطی، منشعب، در قفس) و ماهیت گروه‌های جایگزین (R = آلکیل، آریل، H, OH، آلکوکسی) متفاوت است. رزین‌های سیلیکونی جایگزین‌شده با آریل در دمای بین ~۳۰۰ درجه فارنهایت (~۱۵۰ درجه سانتی‌گراد) و ~۴۰۰ درجه فارنهایت (~۲۰۰ درجه سانتی‌گراد) پلیمریزه‌شده (مکانیسم درمان تراکم) نسبت به رزین‌های سیلیکونی جایگزین آلکیل پایداری حرارتی بیشتری دارند. حرارت دادن بالای ~۶۰۰ درجه فارنهایت (~۳۰۰ درجه سانتی‌گراد) تمام پلیمرهای سیلیکونی را به سرامیک تبدیل می‌کند زیرا همهٔ اجزای آلی به صورت پیرولیتیک تجزیه می‌شوند و پلیمرهای سیلیکات کریستالی با فرمول کلی (n)SiO2 باقی می‌مانند. علاوه بر کاربردها به عنوان پیش‌سازهای کامپوزیت زمینه سرامیکی، رزین‌های سیلیکونی به شکل پلیمرهای پلی‌سیلوکسان ساخته‌شده از رزین‌های سیلیکونی با قابلیت آویز آکریلات، وینیل‌اتر یا اپوکسی به عنوان UV، پرتو الکترونی و کامپوزیت‌های زمینه پلیمری ترموست کاربرد پیدا می‌کنند، جایی که با مقاومت خود به اکسیداسیون، حرارت و تخریب اشعه ماوراء بنفش مشخص می‌شوند.
انواع دیگر کاربردها در حوزه کلی کامپوزیت‌ها برای سیلیکون‌ها شامل درزگیرها، مواد پوشش‌دهنده و به عنوان یک کیسه قابل استفاده مجدد برای پخت قطعات کامپوزیت در کیسه خلاء است.

## رزین‌های وینیل استر
رزین‌های وینیل‌استر که با واکنش‌های افزودن بین یک رزین اپوکسی با مشتقات اسیداکریلیک ساخته می‌شوند، هنگامی که در یک مونومر عملکردی وینیل مانند استایرن، پلیمریزه رقیق/حل می‌شوند. ترموست‌های حاصل به دلیل چسبندگی بالا، مقاومت در برابر حرارت و مقاومت در برابر خوردگی قابل توجه هستند. آنها از پلی‌استرها قوی‌تر و نسبت به اپوکسی‌ها در برابر ضربه مقاوم‌تر هستند. رزین‌های وینیل‌استر برای لایه‌گذاری مرطوب، SMC و BMC در ساخت و تعمیر اجزای مقاوم در برابر خوردگی و حرارت از خطوط لوله، کشتی‌ها و ساختمان‌ها گرفته تا کاربردهای حمل‌ونقل، دریایی، نظامی و هوافضا استفاده می‌شوند.

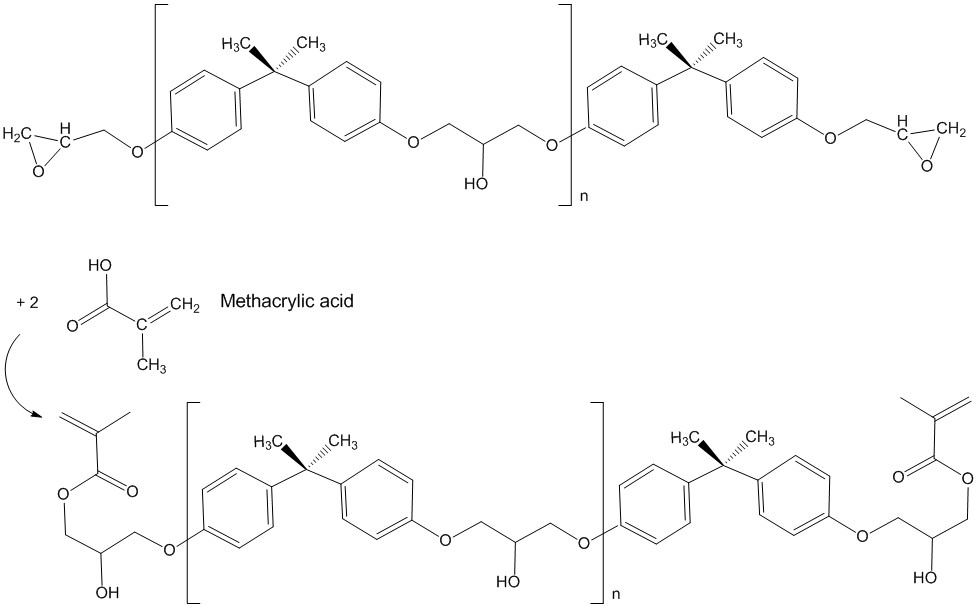
وینیل استر

## متفرقه
آمینورزین‌ها دسته دیگری از پیش پلیمرهای ترموست هستند که از همپلیمریزاسیون آمین‌ها یا آمیدها با یک آلدهید تشکیل می‌شوند. رزین‌های اوره فرمالدئید و ملامین‌فرمالدئید، اگرچه به‌طور گسترده در کاربردهای کامپوزیت ساختاری با کارایی بالا مورد استفاده قرار نمی‌گیرند، مشخصاً به عنوان زمینه پلیمری در قالب‌گیری و ترکیبات اکستروژن که در آن برخی از پرکننده‌ها و تقویت‌کننده‌ها استفاده می‌شود، استفاده می‌شود. رزین‌های اوره‌فرمالدئید به‌طور گسترده‌ای به عنوان چسب زمینه در محصولات ساختمانی مانند نئوپان، تخته‌ویفر و تخته‌سه‌لایی استفاده می‌شوند که ساختارهای کامپوزیت ذرات و لایه‌ای واقعی هستند. رزین‌های ملامین‌فرمالدئید برای لمینیت‌پلاستیک استفاده می‌شوند.

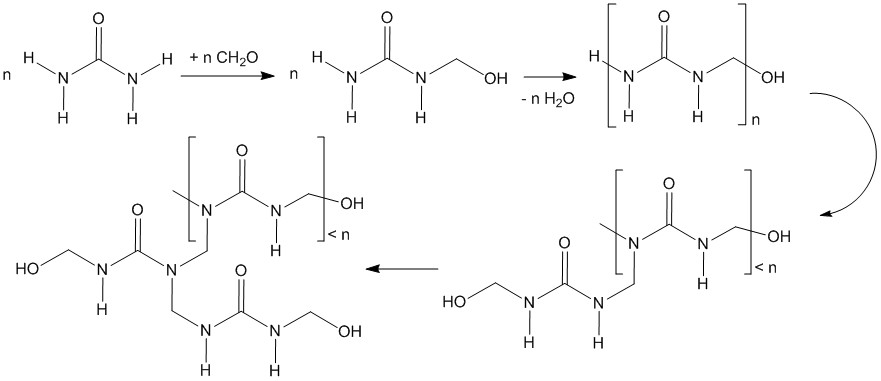
میعانات رزین اوره‌فرمالدئید

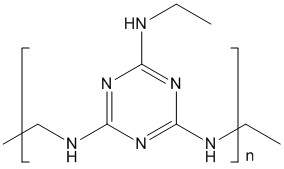
ساختار رزین ملامینه پخته‌شده

پیش‌پلیمرهای رزین فوران ساخته شده از فورفوریل الکل، یا با اصلاح فورفورال با فنل، فرمالدئید (متانال)، اوره یا سایر اکستنشن‌کننده‌ها، شبیه رزین‌های آمینو و فنلی هستند که شامل چند تراکم و آزاد شدن آب و همچنین گرما می‌شود. در حالی که آنها به‌طور کلی تحت تأثیر گرما، کاتالیزورها و فشار تشکیل می‌شوند، رزین‌های فوران می‌توانند به عنوان سیستم‌های سخت‌شده با اسید بدون پخت دو جزئی نیز فرموله شوند که با مقاومت بالا در برابر گرما، اسیدها و قلیایی‌ها مشخص می‌شوند. رزین‌های فوران برای ساخت کامپوزیت‌های پایدار-بیوکامپوزیت‌های ساخته‌شده از یک زمینه مشتق‌شده زیستی (در این مورد رزین فوران) یا تقویت‌کننده‌های بیوفیبر یا هردو مورد توجه فزاینده‌ای هستند.

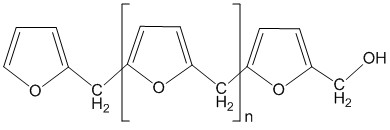
ساختار ایده‌آل رزین پلی فورفوریل الکل

## مزایا و معایب

### مزایا
- تاریخچه پردازش و برنامه به خوبی تثبیت شده‌است
- به‌طور کلی، اقتصاد آن بهتر از پلیمرهای ترموپلاستیک است
- خواص دمای بالا بهتر
- تقویت خیس‌شدن و چسبندگی خوب

### معایب
- رزین‌ها و مواد کامپوزیت باید در یخچال نگهداری شوند
- جذب رطوبت و متعاقب آن تخریب خواص[۳۱]
- چرخه‌های فرایند طولانی
- کاهش ضربه - چقرمگی
- قابلیت بازیافت ضعیف
- توانایی تعمیر دشوارتر